# High Falls
High Falls és una concentració de població designada pel cens dels Estats Units a l'estat de Nova York. Segons el cens del 2000 tenia 627 habitants.

## Demografia
Segons el cens del 2000, High Falls tenia 627 habitants, 271 habitatges, i 169 famílies. La densitat de població era de 201,7 habitants per km².
Dels 271 habitatges en un 26,6% hi vivien nens de menys de 18 anys, en un 48,3% hi vivien parelles casades, en un 10,7% dones solteres, i en un 37,3% no eren unitats familiars. En el 33,6% dels habitatges hi vivien persones soles el 10,7% de les quals corresponia a persones de 65 anys o més que vivien soles. El nombre mitjà de persones vivint en cada habitatge era de 2,31 i el nombre mitjà de persones que vivien en cada família era de 2,98.
Per edats la població es repartia de la següent manera: un 22,5% tenia menys de 18 anys, un 5,9% entre 18 i 24, un 27,1% entre 25 i 44, un 30,9% de 45 a 60 i un 13,6% 65 anys o més.
L'edat mediana era de 43 anys. Per cada 100 dones de 18 o més anys hi havia 84,8 homes.
La renda mediana per habitatge era de 35.735 $ i la renda mediana per família de 52.895 $. Els homes tenien una renda mediana de 31.339 $ mentre que les dones 27.500 $. La renda per capita de la població era de 18.781 $. Entorn del 12,1% de les famílies i el 8,4% de la població estaven per davall del llindar de pobresa.